# 魔戸の滝
魔戸の滝（まどのたき）は、愛媛県新居浜市にある滝である。

## 概要
国領川支流の種子川のさらに支流の西谷川（西種子川）流域にある。上樽・中樽・下樽の三瀑布により形成されており、下樽は落差約40メートルある。滝の周辺は原生林となっており、モミジなどの落葉樹が多い。林道を車で行くと滝の手前約500ｍ地点に駐車スペースがあり、そこから渓流沿いに遊歩道を行く。
1978年（昭和53年）4月6日に新居浜市の名勝（樽の滝〈窓の滝〉）に指定され、2003年（平成15年）2月21日に国土交通省四国地方整備局より四国のみずべ八十八カ所（魔戸の滝・奥魔戸）に選定された。
魔戸の滝へ向かう林道は、2009年（平成21年）11月の山腹崩壊による落石のため、通行止めになっている。

## 百合姫大明神の伝説
どんな日照りでも水が枯れることのない滝壺であったが、ある年、幾日たっても雨が降らず、ついに田畑の作物が枯れてしまい、村人達は、村一番の生娘である彦兵衛さんの娘・お百合を中樽淵に住む龍王さんに献上することになった。村人達に中樽淵に見送られたお百合は最後の別れを告げると龍王様と水底に沈んでいった。しばらくすると大雨が降り作物は蘇えった。村人達はお百合に感謝し、中樽淵のほとりに百合姫大明神の祠を建てた。

## ギャラリー

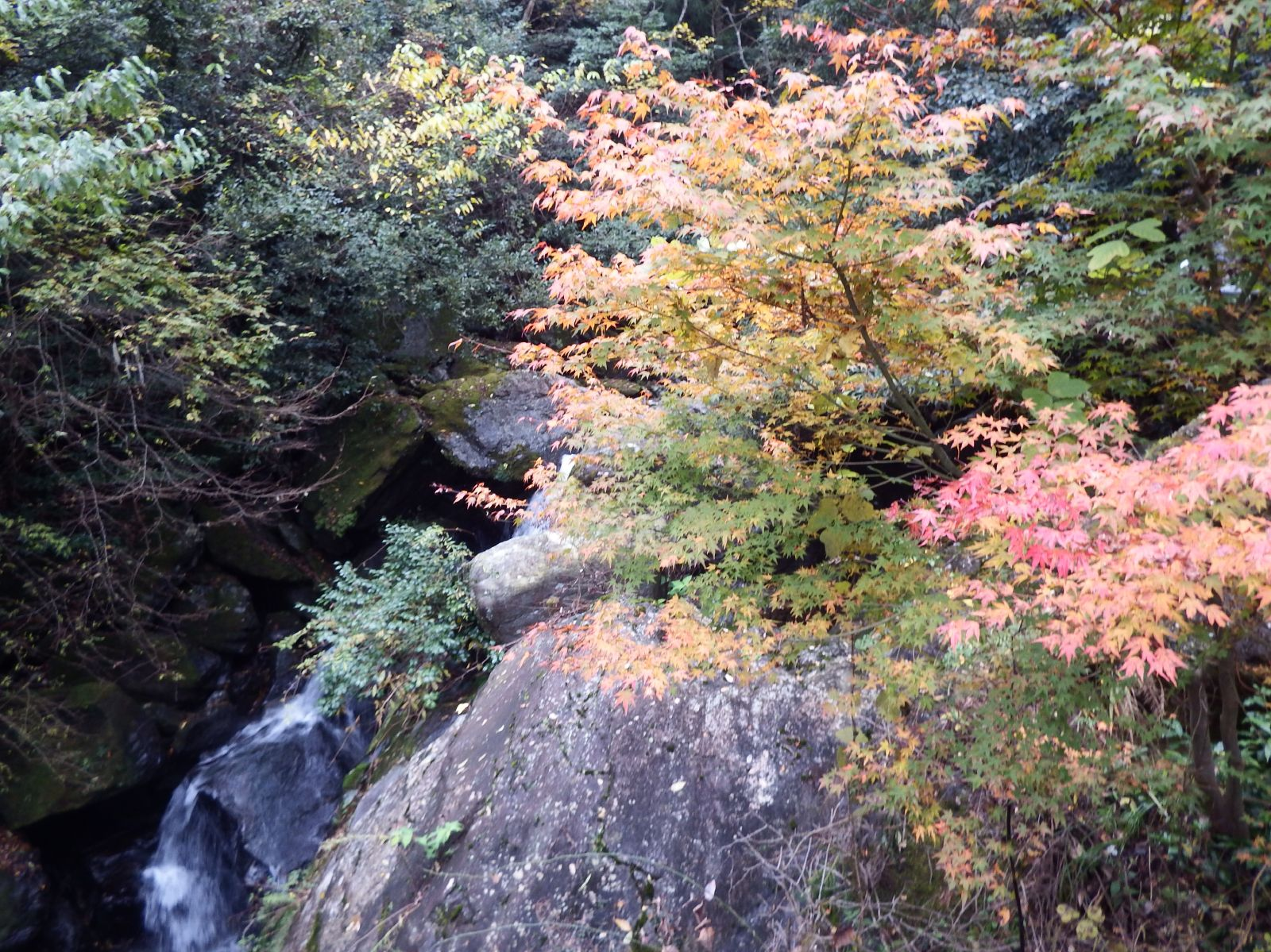
渓流の紅葉
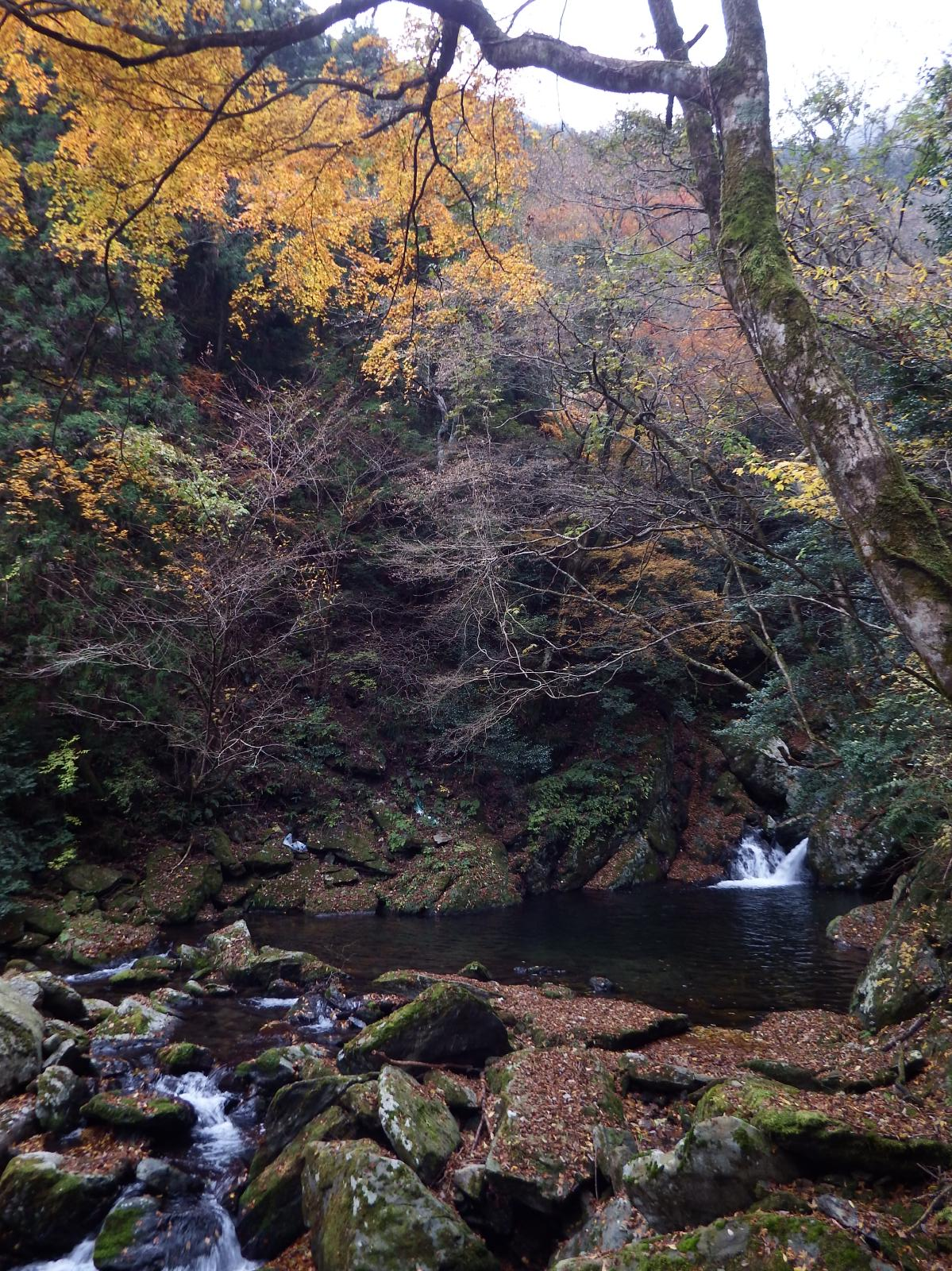
途中にある淵
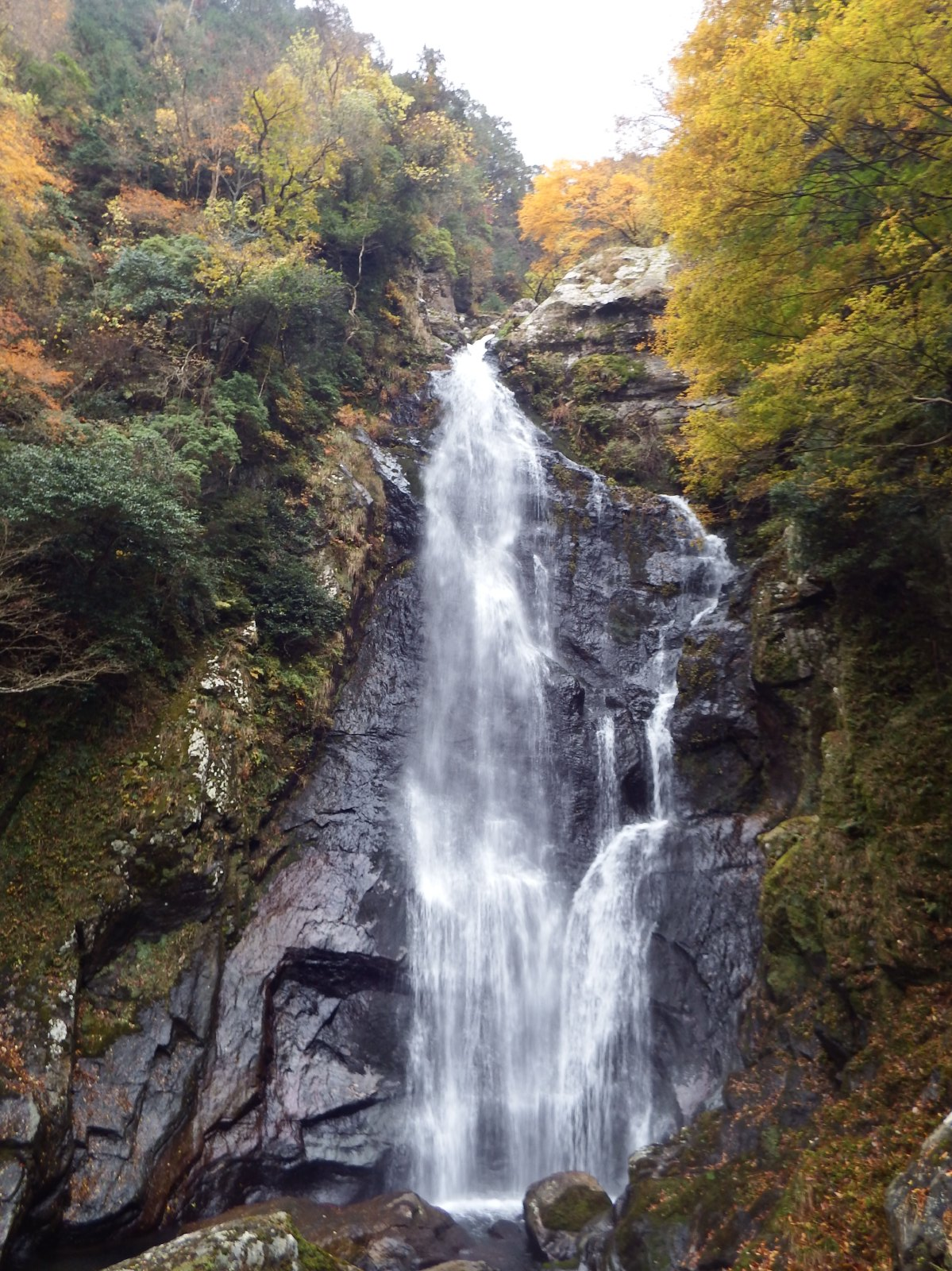
紅葉の滝